# Heyreel Saravia
Heyreel Antonio Saravia Vargas (Pococí, 6 de octubre de 1992)  es un futbolista profesional costarricense que juega como defensa. Actualmente se encuentra sin equipo.

## Trayectoria
Inició su carrera en las ligas menores del Santos de Guápiles, equipo con el que haría su debut en la Primera División de Costa Rica el 25 de marzo de 2012 en un encuentro ante la Limón Fútbol Club. Posteriormente, se vincularía al Club Sport Herediano en el 2014, teniendo un breve paso en el 2015 con el Belén FC en condición de préstamo, para regresar al Club Sport Herediano en el 2016, siendo este equipo con el que milita hasta la actualidad. Se proclamó campeón del Verano 2015 y Verano 2017 del  así como con el subcampeonato del Invierno 2014.

## Clubes
| Club                     | País       | Año       |
| ------------------------ | ---------- | --------- |
| Santos de Guápiles       | Costa Rica | 2012-2014 |
| C.S Herediano            | Costa Rica | 2014-2015 |
| Escorpiones de Belén F.C | Costa Rica | 2015      |
| C.S Herediano            | Costa Rica | 2016-2019 |
| Real España              | Honduras   | 2019      |
| C.S Cartaginés           | Costa Rica | 2020-2021 |
| Real España              | Honduras   | 2022      |

## Palmarés
| Título                         | Equipo        | País       | Año  |
| ------------------------------ | ------------- | ---------- | ---- |
| Primera División de Costa Rica | C.S Herediano | Costa Rica | 2015 |
| Primera División de Costa Rica | C.S Herediano | Costa Rica | 2017 |
| Primera División de Costa Rica | C.S Herediano | Costa Rica | 2018 |

### Títulos internacionales
| Título        | Equipo        | País                      | Año  |
| ------------- | ------------- | ------------------------- | ---- |
| Liga Concacaf | C.S Herediano | Centroamérica y el Caribe | 2018 |